# Reiner Kümmel

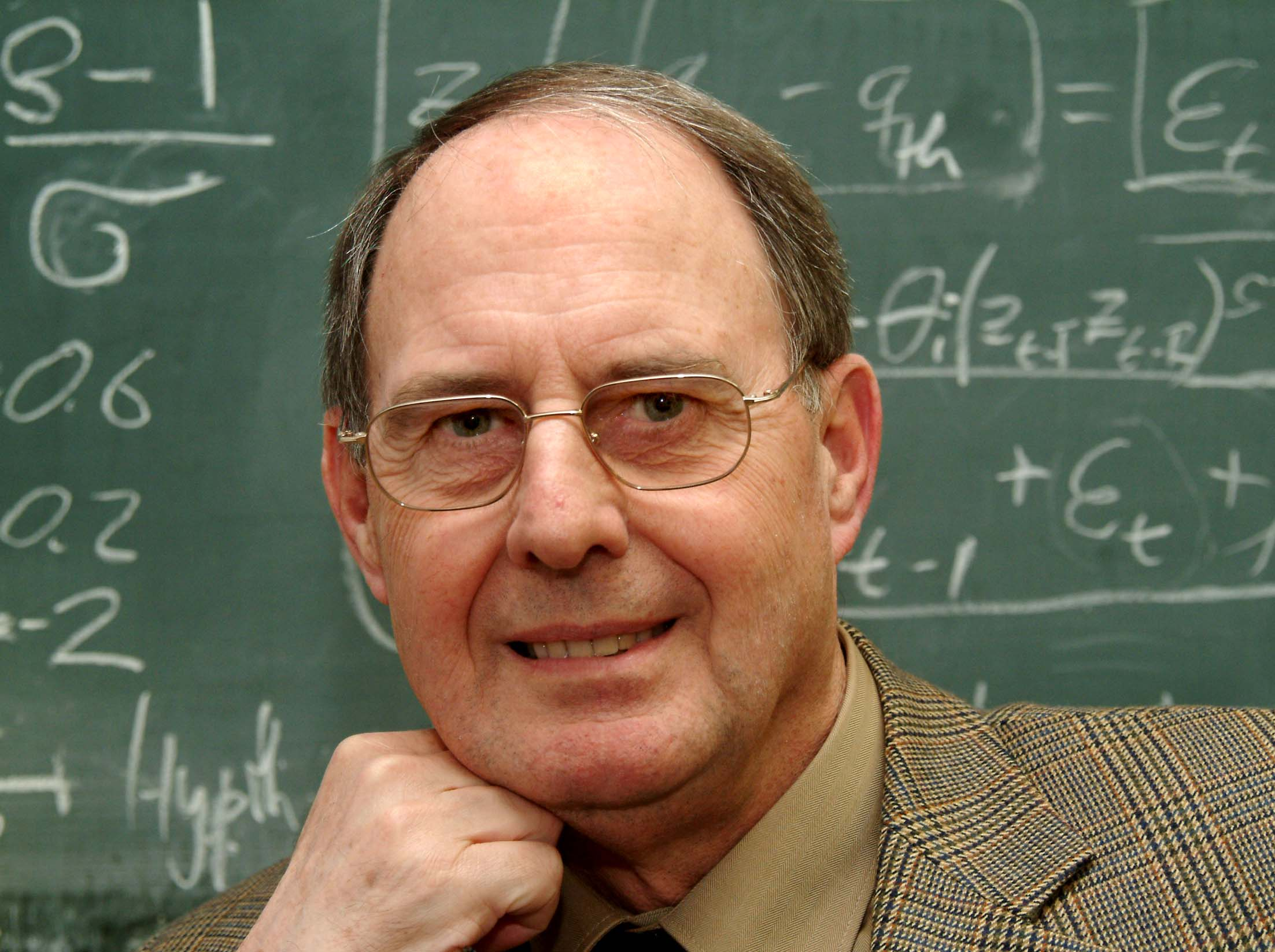
Reiner KÜMMEL, 2005

Reiner Kümmel (* 9. Juli 1939 in Fulda) ist ein deutscher Physiker mit den Arbeitsgebieten Festkörperphysik, Thermodynamik und Wirtschaftsphysik.

## Wissenschaftlicher Werdegang
Reiner Kümmel studierte in den Jahren 1959–64 an der TH Darmstadt neben Physik auch Mathematik. Er war Stipendiat des Cusanuswerks. An der Universität Frankfurt promovierte er 1968 zur Supraleitung und habilitierte sich dort 1973 in Theoretischer Physik. In der Promotions- und Habilitationszeit forschte er auch im Ausland, wie von 1965 bis 1967 als Research Assistant unter dem zweifachen Physik-Nobelpreisträger John Bardeen an der University of Illinois at Urbana-Champaign. Von 1970 bis 1972 war er in Kolumbien an der Universidad del Valle in Cali tätig, wo er über ein DAAD-Stipendium am Aufbau eines Magisterprogrammes in Physik mitwirkte, welches zum Aufbau des akademischen Nachwuchses diente. Während dieser Zeit vertiefte er sich in die Thermodynamik.
Ab 1974 übernahm er in Würzburg eine Professur für Theoretische Physik, welche auch von zahlreichen Forschungs- und Gastdozentenaufenthalten im Ausland geprägt war. In den 1970er Jahren, der Zeit des ersten und zweiten Ölpreisschocks, begann sein Interesse an der Ökonomie als zweites Standbein zu wachsen. Es entwickelte sich ein reger Austausch mit Wolfgang Eichhorn, der als Volkswirt (und Mathematiker) an der Fakultät für Wirtschaftswissenschaften der Universität Karlsruhe (TH) wirkte. Seine Forschungsschwerpunkte in der Physik waren die Theorie inhomogener Supraleiter und mesoskopische Heterokontakte. Das ökonomische Interesse fokussierte sich auf die Energienutzung und Emissionsminderung. Von 1996 bis 1998 führte Reiner Kümmel den Vorsitz des Arbeitskreises Energie der Deutschen Physikalischen Gesellschaft. Im Oktober 2004 wurde er pensioniert. Danach war er der Universität nach wie vor mit einem Lehrauftrag für die Vorlesung „Thermodynamik und Ökonomie“ bis zum SS 2015 verbunden.
In seinem Buch The Second Law of Economics diskutiert er den Einfluss von Energieerhaltung und Entropie auf den Wohlstand und fügt der Produktionstheorie der Ökonomik „die wichtige naturwissenschaftliche Komponente Energie hinzu, ohne die sich eine moderne Volkswirtschaft nicht verstehen lässt.“ Er fordert Energiesteuern, um den Wachstumszwang zu mildern.

## Schriften
- Reiner Kümmel, Dietmar Lindenberger, Wolfgang Eichhorn: Energie, Wirtschaftswachstum und technischer Fortschritt. In: Phys. Blätter. Vol. 53, 1997, S. 869–875.
- Arne Jacobs, Reiner Kümmel: Dynamics of conversion of supercurrents into normal currents and vice versa. In: Phys. Rev. B, Vol. 64, No. 10, 2001.
- Jürgen Grahl, Reiner Kümmel: Das Loch im Fass - Energiesklaven, Arbeitsplätze und die Milderung des Wachstumszwangs. (PDF; 814 kB) In: Nachhaltiges Wachstum: Wissenschaft und Umwelt Interdisziplinär, Vol. 13, Forum Wissenschaft & Umwelt: Wien, 2009, S. 195–212.
- Reiner Kümmel: The Second Law of Economics: Energy, Entropy, and the Origins of Wealth. 1. Auflage. Springer, Berlin 2011, ISBN 978-1-4419-9364-9 (springer.com).
- Reiner Kümmel, Dietmar Lindenberger, Niko Paech: Energie, Entropie, Kreativität: Was das Wirtschaftswachstum treibt und bremst. 1. Auflage. Springer, Berlin 2018, ISBN 978-3-662-57857-5 (springer.com).
- Reiner Kümmel, Dietmar Lindenberger: Energy, Entropy, Constraints, and Creativity in Economic Growth and Crises. In: Entropy. Band 22, Nr. 10, 14. Oktober 2020, ISSN 1099-4300, 1156, doi:10.3390/e22101156.